# Domínio de Kakegawa
Domínio de Kakegawa (挂川藩, Kakegawa-han) foi um Han do Período Edo da História do Japão . Estava localizado na Província de Tōtōmi na atual Shizuoka.

## História
Durante o Período Sengoku , Kakegawa foi um povoado fortificado do Clã Imagawa . Após a derrota dos Imagawa pelas mãos de Oda Nobunaga na Batalha de Okehazama , Kakegawa, junto com o resto da Província de Tōtōmi passou ao controle de Takeda Shingen. O vassalo dos Imagawa Asahina Yasutomo se rendeu a Takeda aliado de Tokugawa Ieyasu . Após a morte de Takeda Shingen, Ieyasu assumiu o controle de toda a Província de Tōtōmi, Kakegawa foi atribuído ao vassalo de Ishikawa Ienari. No entanto, após o Cerco de Odawara em 1590, Ieyasu foi forçado a entregar seus domínios na Região de Tōkai a Toyotomi Hideyoshi em troca das províncias da Região de Kanto.  Yamauchi Kazutoyo vassalo de Toyotomi ficou com Kakegawa, e melhorou consideravelmente na estrutura do castelo e seu sistema de fosso.
Após a Batalha de Sekigahara , Tokugawa Ieyasu recuperou o controle sobre Tokai, e Kazutoyo lhe devolveu Kakegawa indo para o Domínio de Tosa na província de mesmo nome em Shikoku .
Em fevereiro de 1601, Hisamitsu Sadakatsu , meio-irmão de Ieyasu, se tornou Daimyō de Kakegawa com renda de 35.000 koku . Em abril de 1607, foi transferido para o recém-criado Domínio de Fushimi , e entregou Kakegawa para seu filho Sadayuki, que governou até ser transferido para Domínio de Kuwana em 1617.
Ando Naotsugu passou a ser daimyō com receita reduzida para 28.000 koku entre 1617 e 1619, quando foi transferido para Domínio de Tanabe como assessor Tokugawa Yorinobu . Kakegawa foi brevemente devolvida para um ramo do  Clã Matsudaira (Hisamitsu) com a transferência de Matsudaira Sadatsuna do Domínio de Shimotsuma na Província de Shimosa com faturamento de 30.000 koku . Mas logo foi transferido para o Domínio de Yodo na Província de Yamashiro em 1623.
O próximo Daimyō de Kakegawa foi Asakura Nobumasa, um conselheiro próximo ao malfadado Tokugawa Tadanaga. Depois do seppuku de Tadanaga, Asakura foi destituído e exilado para Kōriyama na Província de Yamato .
Aoyama Yoshinari foi o próximo Daimyō de Kakegawa e as suas receitas foram fixadas em 33 mil koku . Foi transferido para o Domínio de Amagasaki em 1635, e substituído por Matsudaira Tadashige, anteriormente daimyō de Tanaka na Província de Suruga . As receitas de domínio foram aumentados para 40 mil koku , e depois de sua morte, em 1639, ele foi sucedido por seu filho Tadamoto, que foi então transferido para o Domínio de Iiyama na Província de Shinano apenas um mês depois. Honda Tadayoshi, neto de Tadakatsu passa a ser o próximo Daimyō de Kakegawa e as receitas aumentaram para 70.000 koku . No entanto, em 1644, Tadayoshi foi transferido para o Domínio de Murakami na Província de Echigo .
Matsudaira Tadaharu, torna-se Daimyō de Kakegawa mas com sua renda rebaixada para 25.000 koku masa em 1648, foi transferido para Domínio de Kameyama na Província de Tamba . Foi a vez de Hōjō Ujishige se tornar Daimyō até a sua morte sem herdeiro em 1658.
Em fevereiro do ano seguinte, Ii Naoyoshi foi trazido do Domínio de Nishio na vizinha Província de Mikawa , e governou Kakegawa até sua morte em 1672. Seu ramo do Clã Ii continuou a governar Kakegawa até 1706.
Depois de um breve período sob direção de Matsudaira Tadataka transferido para Domínio de Amagasaki , Kakegawa ficou sob o controle do Clã Ogasawara de 1711 até a sua transferência para o Domínio de Tanakura em 1746.
Finalmente, em 1746, Ōta Suketoshi tornou-se Daimyō de Kakegawa e 7 gerações de seu ramo do Clã Ōta governou até a Restauração Meiji, trazendo um período de estabilidade muito necessária e dando continuidade às políticas do governo.

## Lista de Daimyōs
- Clã Matsudaira (Hisamitsu),[3] 1601-1616 (fudai; 30,000 'koku)[1]

1. Hisamitsu Sadakatsu (久松定勝),[3] 1601–1607
2. Matsudaira Sadayuki (松平定行),[3] 1607–1624

- Clã Ando,[4] 1616-1619 (fudai; 28,000 koku)[1]

1. Ando Naotsugu (安藤直次),[4]1617–1619

- Clã Matsudaira (Hisamitsu), 1619-1625 (fudai; 30,000

1. Matsudaira Sadatsuna (松平定綱), 1616–1618

- Clã Asakura, 1625-1632[5] (fudai; 26,000 koku)[1]

1. Asakura Nobumasa (朝倉宣正),[5] 1624–1631

- Clã Aoyama, 1633-1639 (fudai; 26,000 koku)[1]

1. Aoyama Yukinari (青山幸成), 1633–1635

- Clã Matsudaira (Sakurai), 1635-1639 (fudai; 40,000 koku)[1]

1. Matsudaira Tadashige (松平忠重), 1635–1639
2. Matsudaira Tadatomo (松平忠倶), 1639

- Clã Honda, 1639-1644 (fudai; 70,000 koku)[1]

1. Honda Tadayoshi (本多忠義), 1639–1644

- Clã Matsudaira (Fujii), 1644-1648 (fudai; 30,000 koku)[1]

1. Matsudaira Tadaharu (松平忠晴), 1644–1648

- Clã Go-Hōjō, 1648-1659 (tozama; 30,000 koku)[1]

1. Hōjō Ujishige (北条氏重), 1648–1658

- Clã Ii, 1659-1706 (fudai; 35,000 koku)[1]

1. Ii Naoyoshi (井伊直好), 1659–1672
2. Ii Naotake (井伊直武), 1672–1694
3. Ii Naotomo (井伊直朝), 1694–1705
4. Ii Naomori (井伊直矩), 1705–1706

- Clã Matsudaira (Sakurai), 1706-1713 (fudai; 40,000 koku)[1]

1. Matsudaira Tadataka (松平忠喬), 1706–1711

- Clã Ogasawara, 1713-1746 (fudai; 60,000 koku)[1]

1. Ogasawara Nagahiro (小笠原長煕), 1711–1734
2. Ogasawara Nagatsune (小笠原長庸), 1739–1744
3. Ogasawara Nagayuki (小笠原長恭), 1744–1746

- Clã Ōta , 1746-1868 (fudai; 50,000 koku)[1]

1. Ōta Suketoshi (太田資俊). 1746–1763
2. Ōta Sukeyoshi (太田資愛), 1763–1805
3. Ōta Sukenobu (太田資順), 1805–1808
4. Ōta Suketoki (太田資言), 1808–1810
5. Ōta Sukemoto (太田資始), 1810–1841  Rōjū
6. Ōta Sukekatsu (太田資功), 1841–1862
7. Ōta Sukeyoshi (太田資美), 1862–1868